# Pushpa Lal Shrestha
Pushpa Lal Shrestha (1924 – 22 luglio 1978) è stato un politico nepalese fondatore del Partito Comunista del Nepal.

## Biografia
Nel 1962, con le divisioni tra l'ala filosovietica e quella filocinese, guidò una scissione di ispirazione maoista, unendosi al Partito Comunista del Nepal (Tulsi Lal Amatya), del quale condivise la leadership per un certo periodo.
L'anno successivo, Pushpa Lal si trovò in disaccordo con la linea di nuova democrazia di Amatya, proponendo invece una democrazia popolare. Le divergenze culminarono nel 1968, quando la fazione di Pushpa Lal tenne un congresso alternativo e fondò un nuovo partito comunista, di cui lui fu segretario generale. Mantenne la leadership del suo partito fino alla morte e ispirò, in parte, la nascita del movimento maoista nepalese guidato negli anni novanta da Prachanda.
Sua moglie Sahana Pradhan assunse quindi la guida del Partito e ne moderò le posizioni. Oggi, esso è una componente del Partito Comunista del Nepal (marxista unito), uno dei gruppi della galassia marxista nepalese.
| Controllo di autorità | VIAF (EN) 921146997333818892071 · ISNI (EN) 0000 0000 3968 9790 · LCCN (EN) n89262480 |